# Реки вавилонские (песня)
«Реки вавилонские» (англ. Rivers of Babylon) — песня на текст библейского псалма 136 (137 в латинском каноне).
Песня была написана и исполнена Брентом Доу (Brent Dowe) и Тревором МакНафтоном (Trevor McNaughton) из ямайской регги-группы Melodians в 1970 году (лицевая сторона сингла Summit # SUM-8508). Первоначальная версия имела хождение в растафарианских кругах и прозвучала в фильме Тернистый путь.
Особую известность получила в исполнении поп-группы Boney M. в 1978 году. Трек вошёл в альбом Boney M. «Nightflight to Venus», который стал международным бестселлером. Также песня Boney M. вышла как сингл, который занимал первое место в британском хит-параде в течение пяти недель. В Англии было продано более 2 миллионов экземпляров этого сингла. Он вошёл в десятку самых больших бестселлеров XX века. В ФРГ версия Boney M. была № 1 в течение 17 недель и до сих пор удерживает лидерство по продолжительности нахождения на вершине сингл-чарта этой страны. В 1979 году, когда Папа Иоанн Павел II впервые посетил Ирландию, более миллиона паломников приветствовали его песней Boney M. Это вошло в историю как одно из самых массовых исполнений поп-хита.
В июле 2010 года, во время гастролей группы Boney M. feat. Maizie Williams в столице палестинской автономии Рамалле, песня была запрещена к исполнению, что вызвало международный скандал.
«Rivers of Babylon» была использована в фильме Поп режиссёра Владимира Хотиненко в исполнении Boney M.: её перебивает православный колокольный перезвон «По рекам вавилонским» (предполагаемое название фильма).
Песню можно услышать в мультфильме Дядюшка Ау в городе.
Интересный факт. Мелодия песни «Rivers Of Babylon» идентична мелодии инструментального произведения «How Dry I Am Blues», сочиненного американскими композиторами Рэем Конниффом и Гарри Джеймсом и записанного в исполнении оркестра Гарри Джеймса в 1951 году.

## ВерсияBoney M.

### Хит-парады
| Чарт (1978)                        | Высшая позиция |
| ---------------------------------- | -------------- |
| Австралия (Kent Music Report)      | 1              |
| Австрия (Ö3 Austria Top 40)        | 1              |
| Бельгия/Фландрия (Ultratop 50)     | 1              |
| Канада (RPM Adult Contemporary)    | 9              |
| Канада (RPM Top Singles)           | 24             |
| Европа (Eurochart Hot 100)         | 1              |
| Франция (IFOP)                     | 1              |
| Германия (GfK)                     | 1              |
| Ирландия (IRMA)                    | 1              |
| Нидерланды (Dutch Top 40)          | 1              |
| Нидерланды (Single Top 100)        | 1              |
| Новая Зеландия (Recorded Music NZ) | 1              |
| Норвегия (VG-lista)                | 1              |
| ЮАР (Springbok Radio)              | 1              |
| Испания (AFE)                      | 1              |
| Швеция (Sverigetopplistan)         | 1              |
| Швейцария (Schweizer Hitparade)    | 1              |
| Великобритания (OCC UK Singles)    | 1              |
| США (Billboard Hot 100)            | 30             |
| США (Billboard Adult Contemporary) | 35             |
| США (Cash Box)                     | 54             |

### Сертификации и продажи
| Регион                                                      | Сертификация | Продажи   |
| ----------------------------------------------------------- | ------------ | --------- |
| Австралия (ARIA)                                            | Золотой      | 50,000^   |
| Франция (SNEP)                                              | Золотой      | 1,070,000 |
| Германия (BVMI)                                             | Платиновый   | 1,000,000 |
| Нидерланды (NVPI)                                           | Золотой      | 300,000   |
| Великобритания (BPI)                                        | Платиновый   | 2,032,656 |
| ^ Данные о тиражах приведены только на основе сертификации. |              |           |

## Видео
- Хит-рекордсмен Rivers of Babylon в исполнении Boney M. запрещён в Палестине